# Плоцично (Вармінсько-Мазурське воєводство)
Плоцично (пол. Płociczno, нім. Plotzitznen) — село в Польщі, у гміні Елк Елцького повіту Вармінсько-Мазурського воєводства.
Населення — 102 особи (2011).
У 1975-1998 роках село належало до Сувальського воєводства.

## Демографія
Демографічна структура станом на 31 березня 2011 року:
|          | Загалом | Допрацездатний вік | Працездатний вік | Постпрацездатний вік |
| -------- | ------- | ------------------ | ---------------- | -------------------- |
| Чоловіки | 54      | 7                  | 38               | 9                    |
| Жінки    | 48      | 10                 | 26               | 12                   |
| Разом    | 102     | 17                 | 64               | 21                   |